# Dunbartonshire Occidentale
Il Dunbartonshire Occidentale (gaelico scozzese Siorrachd Dhùn Bhreatainn an Iar) è un'area amministrativa della Scozia.

## Località
- Alexandria
- Balloch
- Bonhill
- Bowling
- Clydebank
- Dalmuir
- Dumbarton
- Duntocher
- Hardgate
- Jamestown
- Milton
- Old Kilpatrick
- Renton
- Faifley
- Townend